# Jerzy Radziwiłł (1721–1754)
Jerzy Radziwiłł herbu Trąby (ur. 4 lutego 1721, zm. 13 grudnia 1754 w Jaworze) – książę Świętego Cesartswa Rzymskiego, wojewoda nowogródzki w latach 1746-1754, starosta nowogródzki i luboszański przed 1744 rokiem, pułkownik chorągwi husarskiej wojsk Wielkiego Księstwa Litewskiego, marszałek Trybunału Głównego Wielkiego Księstwa Litewskiego w 1744 roku.
Syn Mikołaja Faustyna, brat Albrechta, Stanisława oraz Udalryka Krzysztofa.
Poseł na sejm 1746 roku z powiatu nowogródzkiego.
Za zasługi został odznaczony Orderem Orła Białego 3 sierpnia 1750 w Warszawie. Przez małżeństwo z Salomeą Anną Sapiehą, córką Jerzego Stanisława Sapiehy był spowinowacony z rodziną Sapiehów.